# SpeedFan
SpeedFan — комп’ютерна програма для контролю за температурою компонентів комп’ютера і управління швидкостями обертання встановлених вентиляторів.

## Відображені параметри
- Температура центрального мікропроцесора (CPU) (вибір в меню: "Показники", ->Temp2 в першій трійці датчиків температури)
- Швидкість вентилятора кулера центрального мікропроцесора (CPU) (вибір в меню: "Показники", ->Fan2 в першій трійці датчиків швидкості вентиляторів)
- Графік температури центрального мікропроцесора (CPU) (вибір в меню: "Графіки" -> "Температури" -> "Temp2" у першій трійці датчиків температури)
- Графік швидкості вентилятора кулера центрального мікропроцесора (CPU) (вибір в меню: "Графіки" -> "Швидкості вентиляторів" -> "Fan2" у першій трійці датчиків швидкості вентиляторів)

## Регульовані параметри
- Керує швидкостями обертання встановлених кулерів. Може регулювати обертання, як автоматично так і вручну. В останніх версіях додана підтримка технології SMART.

## Програмування подій
- Ініціативні події: досягнення чи перевищення вище (або пониження нижче) певного рівня температури або напруги;
- Можливі дії: запуск зовнішньої програми, виведення повідомлення, звукове попередження, відправка повідомлення електронною поштою.

## Застосування
Програма використовується при пошуку несправності комп'ютера і при розгоні комп'ютера. Може застосовуватися для зменшення шуму системи за рахунок уповільнення вентиляторів.